# Antoni Edward Odyniec

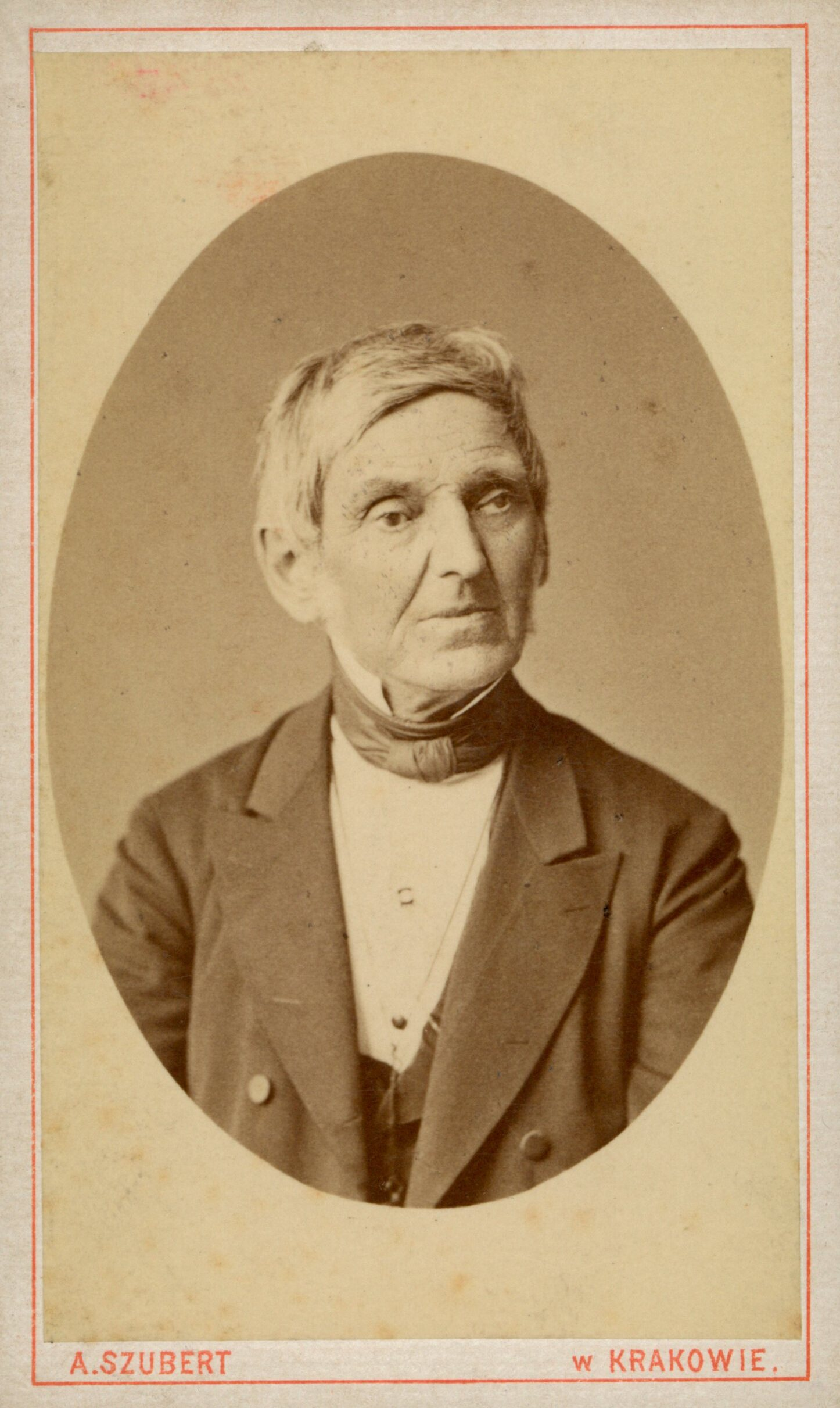
Antoni Edward Odyniec, [non ante 1878

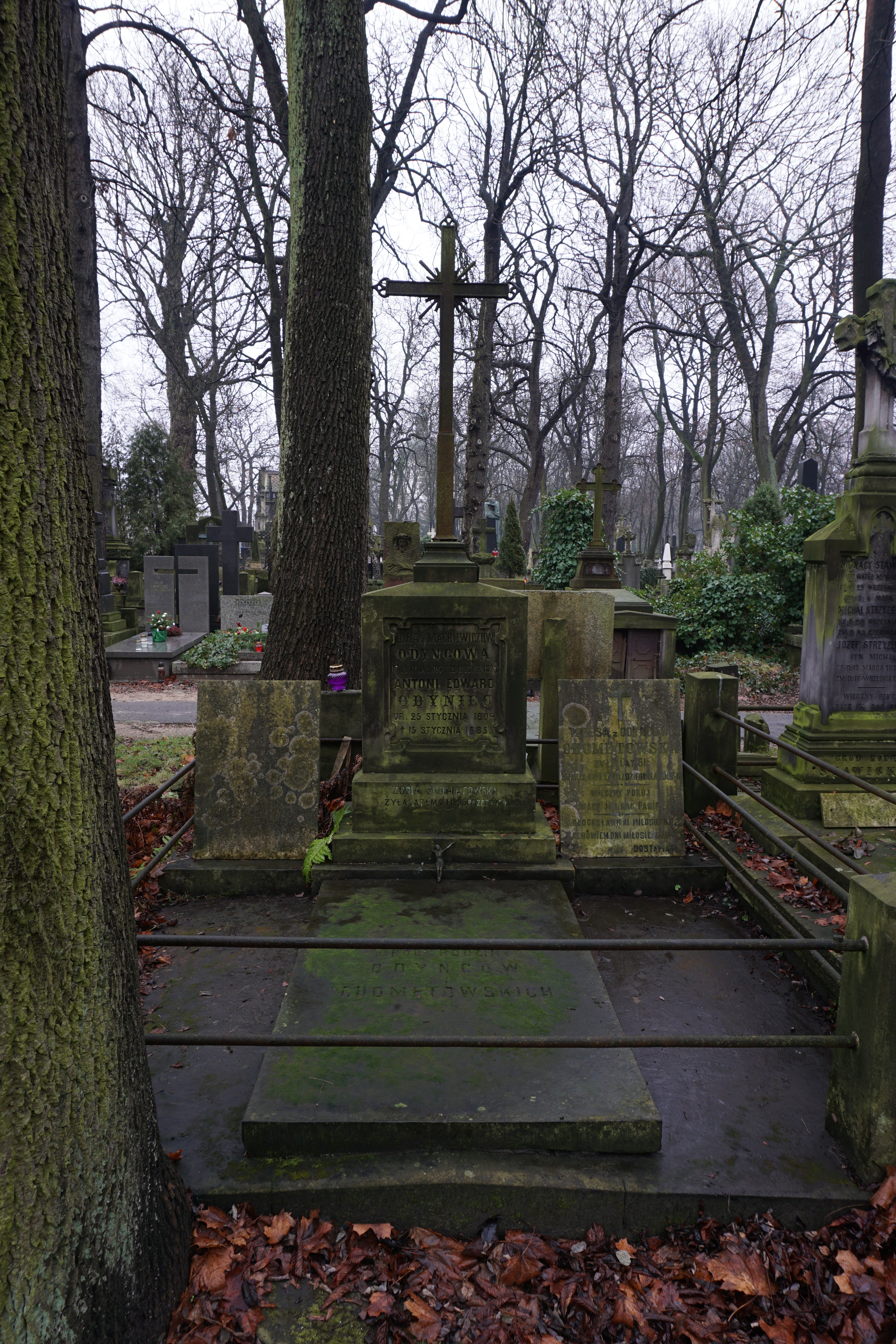
Grób Antoniego Edwarda Odyńca na cmentarzu Powązkowskim

Antoni Edward Odyniec (ur. 25 stycznia 1804 w Giejstunach, zm. 15 stycznia 1885 w Warszawie) – polski poeta romantyczny i neoklasycystyczny, pamiętnikarz oraz płodny tłumacz, filareta.

## Życiorys
Odyniec uczył się w szkole bazyliańskiej przy klasztorze w Borunach. W 1820 rozpoczął studia prawnicze na Cesarskim Uniwersytecie Wileńskim. Należał do Filaretów, a w 1824 napisał Pieśń Filaretów. Na przełomie lat 1823–1824 był więziony za działalność konspiracyjną. W 1825 wydał swój pierwszy zbiór drobnych utworów.
W latach 1826–1829 przebywał w Warszawie. Należał tam do redakcji „Gazety Warszawskiej”, bywał w salonie Wincentego Krasińskiego, wydał dwa tomy noworocznika literackiego Melitele (1829-1830). W 1829 wyjechał za granicę i wspólnie z Adamem Mickiewiczem zwiedził Niemcy, Szwajcarię i Włochy, co po latach opisał w Listach z podróży. W 1831 osiadł w Dreźnie, gdzie tłumaczył dzieła Waltera Scotta, Byrona (Korsarz) i Thomasa Moore’a, współredagował „Bibliotekę klasyków polskich” oraz pisywał do „Przyjaciela Ludu” wydawanego w Lesznie.
W roku 1837 wrócił do Wilna i rozpoczął redagować Encyklopedię Powszechną (1836-1840) Glücksberga, a następnie przez 20 lat współpracował z „Kurierem Wileńskim”. Jednocześnie tłumaczył, pisał wiersze, dramaty i publicystykę. Na okres działalności redaktorskiej w Wilnie przypadają dramaty Felicyta i Barbara Radziwiłłówna.
Odyniec był niepopularny w kręgach patriotycznych i demokratycznych z uwagi na swoje klerykalno-konserwatywne poglądy. Polscy studenci w Dorpacie, spalili demonstracyjnie dramat Felicyta. Był współredaktorem hołdowniczego Albumu wileńskiego (1858) i autorem jednego z wierszy ku czci cara Aleksandra II Przyjdź Królestwo Boże! Ostro potępili go za to Julian Klaczko i Kornel Ujejski. Warto jednak podkreślić, że szybko uznał swoje postępowanie za niesłuszne i żałował napisanego utworu. Ponadto odmówił podpisania wiernopoddańczego, potępiającego powstanie listopadowe adresu do gen. M. Murawiewa, swoją decyzję motywował tak: „Może postąpiłem wówczas mylnie, ale w najlepszej myśli; dziś jednak podpisać wyrzeczenie się przyszłości naszego narodu – nie, do tego ja ręki nie przyłożę”.
Od 1866 roku znów mieszkał w Warszawie, gdzie współpracował z „Kroniką Rodzinną”, drukując w niej w latach 1867–1878 Listy z podróży oraz Wspomnienia z przeszłości, opowiadane Deotymie. Te utwory przywróciły Odyńcowi popularność. Tłumaczył także utwory Puszkina, Wasilija Żukowskiego, a zwłaszcza Waltera Scotta i Fryderyka Schillera. Bywał w salonach literackich, m.in. Jadwigi Łuszczewskiej.
Został pochowany na warszawskich Powązkach (kwatera 29-2-10/11).
Na początku 2012 roku ukazała się pierwsza monografia poety Antoni Edward Odyniec – romantyk w zwierciadle biedermeieru autorstwa Marii Makaruk.

## Twórczość
Antoni Edward Odyniec – dziś zapomniany jako twórca, choć nadal ceniony za działalność przekładową i pamiętnikarską – był niegdyś poczytnym pisarzem i postacią dobrze znaną w kręgach XIX-wiecznej cyganerii artystycznej; nazywano go potocznie „autorem Felicyty” na znak uznania dla jego opus magnum, chrześcijańskiego dramatu scenicznego o losach męczennicy, św. Felicyty.

### Wybrane dzieła
- Pieśń Filaretów (1824)
- Branka Litwina (1828) – ballada
- Felicyta – dramat
- Barbara Radziwiłłówna – dramat
- Listy z podróży (1875-1878) – wspomnienia